# Quinto Lutácio Cercão
Quinto Lutácio Cercão (em latim: Quintus Lutatius Cerco) foi um político da gente Lutácia da República Romana eleito cônsul em 241 a.C. com Aulo Mânlio Torquato Ático. Era irmão do almirante Caio Lutácio Cátulo, herói da Batalha das ilhas Égadas contra os cartagineses.

## Consulado (241 a.C.)
Em 241 a.C., o vigésimo-quarto e último ano da Primeira Guerra Púnica, foi eleito novamente, desta vez com Aulo Mânlio Torquato Ático. Segundo o cronista João Zonaras, era irmão de Cátulo, o que é consistente com a informação nos Fastos Capitolinos, que atribui aos dois o mesmo pai, chamado "Caio". Zonaras informa que Cercão foi enviado à Sicília para administrar os novos territórios conquistados por seu irmão.
Finalizada a guerra contra os cartagineses, começou uma revolta entre os faliscos contra Roma, mas os motivos não são claros. Os dois cônsules foram enviados para a região para acabar com a agitação, o que foi feito em apenas seis dias, o que rendeu a Roma metade do território falisco, a destruição de sua capital, Falérios, cuja população foi obrigada a se mudar para um local na planície, muito menos defensável. Por conta desta vitória, Ático e Cercão celebraram um triunfo.

## Censor (236 a.C.)
Foi eleito censor em 236 a.C. com Lúcio Cornélio Lêntulo Caudino, mas morreu no mesmo ano.